# Новосмоленка
Новосмоленка — село в Быстроистокском районе Алтайского края России. Входит в состав Верх-Ануйского сельсовета.

## География
Село находится в юго-восточной части Алтайского края, на левом берегу реки Ануй, на расстоянии примерно 25 километров (по прямой) к юго-востоку от села Быстрый Исток, административного центра района. Абсолютная высота — 173 метра над уровнем моря.
Климат умеренный, континентальный. Средняя температура января составляет −18 °C, июля — +18,6 °C. Годовое количество осадков составляет 470 мм.

## Население
| 1997 | 1998 | 1999 | 2000 | 2001 | 2002 | 2003 |
| ---- | ---- | ---- | ---- | ---- | ---- | ---- |
| 49   | ↘45  | ↗54  | ↘51  | ↘47  | ↗58  | ↘48  |
| 2004 | 2005 | 2006 | 2007 | 2008 | 2009 | 2010 |
| ↗56  | ↘36  | ↘30  | ↘23  | ↘17  | →17  | ↗19  |
| 2011 | 2012 | 2013 |      |      |      |      |
| →19  | ↘18  | →18  |      |      |      |      |

Согласно результатам переписи 2002 года, в национальной структуре населения русские составляли 100 %.

## Улицы
Уличная сеть села состоит из одной улицы (ул. Новосмоленская).